# Rhinobatos hynnicephalus
Rhinobatos hynnicephalus és un peix de la família dels rinobàtids i de l'ordre dels rajiformes
present a les costes de la Xina, Japó, Corea, Taiwan i el Vietnam.
Pot arribar als 53 cm de llargària total en el cas dels mascles i als 62 en el de les femelles.
És ovovivípar.